# Башкортостан 24
«Башкортостан 24» — информационно-развлекательный телеканал, вещающий на башкирском и русском языках ежедневно 24 часа в сутки во всех кабельных сетях Уфы и других городов Башкортостана. Основная тематика — новости, культура, история и основные события РБ. Является частью ГТРК «Башкортостан», которая, в свою очередь, является структурным подразделением Всероссийской государственной телевизионной и радиовещательной компании (ВГТРК).
Телеканал был основан в 2016 году в соответствии с указом Президента России от 20 апреля 2013 года. Транслирует круглосуточно в формате FullHD. С 30 сентября 2020 года является общедоступным муниципальным каналом с правом вещания на 22 кнопке в Уфе.

## Сетка вещания
Эфир содержит как программы ГТРК «Башкортостан», так и передачи собственного производства. Ведутся трансляции прямых эфиров радиостудий «Радио Россия Башкортостан», радио «Маяк», интернет-радио «Ватан»; также показывают прямые трансляции, организованные медиацентром «Россия» (пресс-конференции, брифинги, и круглые столы). Многие программы сосредоточены на жизни столицы: «Доброе утро, Уфа!», «Уфимский вечер» («Өфө кистәре»); ежедневные информационные выпуски, спецвыпуск — «Уфимские вести»; также в будние дни в дневной прайм выходит программа «Уфимский берег». Основное внимание уделяется рубрикам о городской жизни Уфы, например — ситуациям на дорогах, новостям жилищно-коммунального сектора и другим. Новости выходят каждый час на русском и башкирском языках. Помимо этого показывают прямые трансляции матчей уфимских команд по гандболу и волейболу.
В 2018 году телеканал выпустил новые программы: «Ретро+» — про историю лучших спектаклей Башдрамы; «Новости культуры»; «Хоҡуҡи программа» — башкирская версия «Дежурной части»; программа о народной медицине «Халыҡ медицинаһы»; «Музхәбәр», «Онлайн хәбәрсе», «Хәбәрҙәр. Аҙна йомғаҡтары», «Сәйәхәтсе һуҡмағы», «Башҡортса интервью», «Ҡош юлы».